# Горобець хатній
Горобе́ць х́атній (Passer domesticus) — найпоширеніший вид роду горобців (Passer), родини горобцевих (Passeridae). Це один із найвідоміших птахів, що живуть по сусідству із житлом людини (звідси його видова назва «хатній»). Добре пізнаваний як за зовнішнім виглядом, так і за характерним цвіріньканням (прослухатиⓘ).

## Етимологія
Українське горобець (діал. веребе́й) виводять від прасл. *vorbьjь, *vorbьcь, *vorbъlь (пор. д.-рус. воробии, біл. верабей, рос. воробей, пол. wróbel тощо). Походження праслов'янського слова неясне, припускають його звуконаслідувальний характер (пор. «воркотати»). Українське початкове «г» замість первісного «в» пояснюють сприйняттям його як протетичного (як у словах «вулиця», «вівця», «вікно», «вогонь») і подальшою заміною на інше протетичне «г» (як у словах «горіх», «гострий»).

## Зовнішній вигляд
Довжина тіла 16 см, маса 23—35 г.
Загальне забарвлення оперення — зверху коричнювато-бура, іржавого кольору із чорними плямами, знизу білувата або сіра. Щоки білі, вушна область блідо-сіра. Крила з жовтувато-білою поперечною смугою.
Самець відрізняється від самки наявністю великої чорної плями, що охоплює підборіддя, горло, зоб і верхню частину грудей, а також темно-сірим (а не темно-бурим) верхом голови. У самки голова й горло сірі, а над оком є бліда сіро-жовта смуга.

## Ареал
Раніше область проживання домового горобця обмежувалася Північною Європою. Згодом область розповсюдження поширилася на Європу і Азію (за винятком Арктики, північно-східних, південно-східних і центральних районів Азії), а також в Північну і Східну Африку, Сенегал.
Починаючи з XX ст. був завезений в різні країни, широко там розселився і зараз, окрім вказаних вище місць, мешкає також в Південній Африці, Австралії, Новій Зеландії, Північній і Південній Америці та на багатьох островах.
Майже повсюдно є осілим птахом, лише з найпівнічніших частин ареалу на зиму відкочовує на південь (до 1000 км), а з Середньої Азії відлітає в Передню Азію і Індію.
Мігруючи за житлом людини, проник далеко на північ в невластиву для нього зону лісотундри і навіть тундри — до Мурманської області, гирла Печори, півночі Якутії.
В Україні перші згадки про горобця сягають давності в кілька століть. На природоохоронних територіях України вид поширений та активно підтримується людиною на території Національного парку «Кременецькі гори».

### Спосіб життя горобця

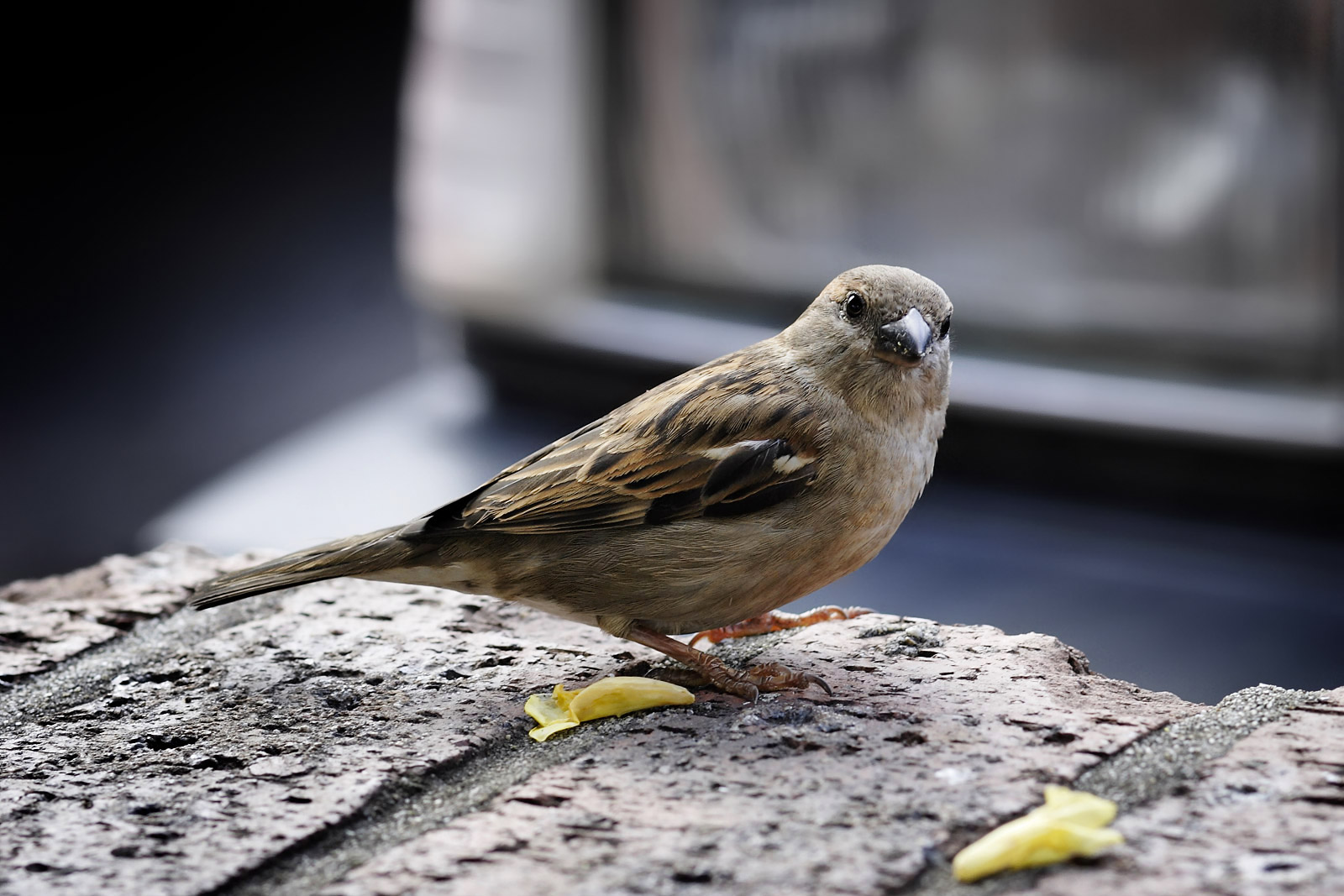
Хатній горобець — супутник людини

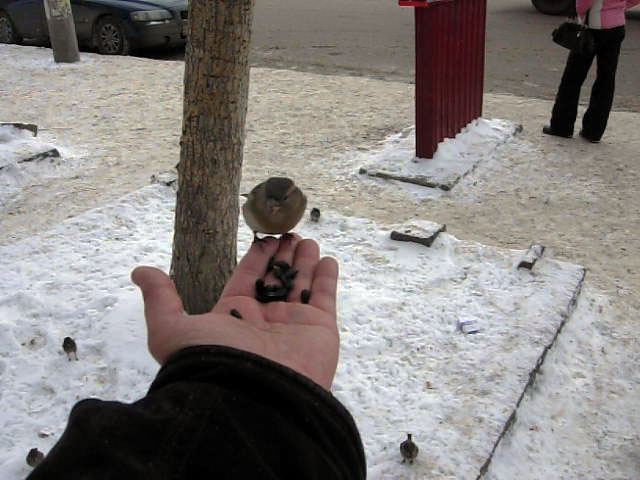
Горобці зазвичай рідко беруть корм з руки людини

Будучи синантропним видом — постійним співмешканцем людини, хатній горобець добре пристосований до життя в умовах, що змінюються під впливом господарської діяльності людини.
Горобця можна зустріти і в сільській, і в міській місцевості, і в поселеннях Крайньої Півночі і Середній Азії. Втім, в Середній Азії він тримається зазвичай подалі від людини.
Широкому розповсюдженню горобця на північ і на південь услід за розширенням посівів зернових сприяє його висока плодючість.
Горобець хатній веде осілий спосіб життя, чому сприяють умови для гніздування і рясний корм в поселеннях людини.

### Живлення

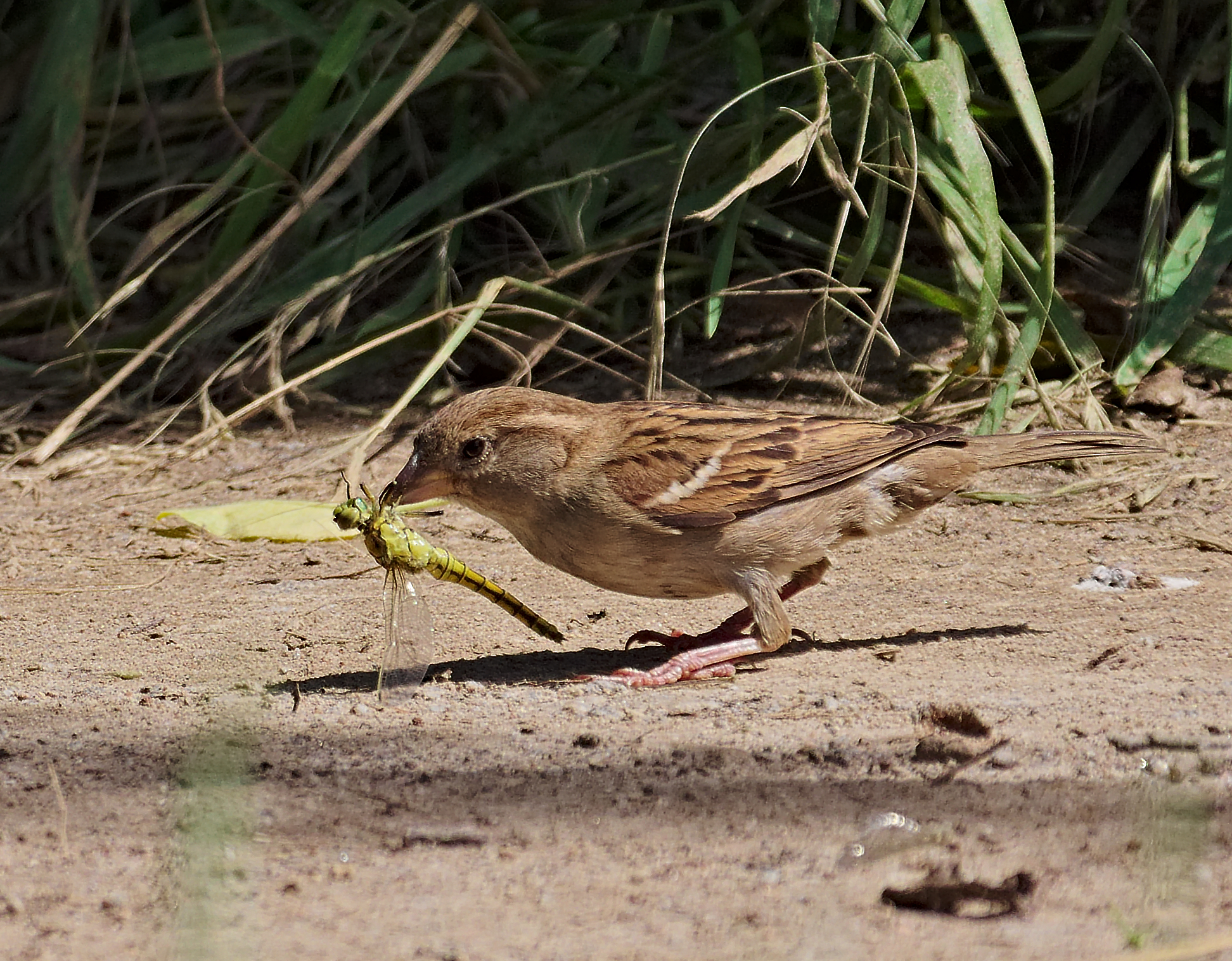
Самиця горобця зі здобиччю

Харчується в основному рослинною їжею, лише навесні частково комахами, якими також вигодовує пташенят.
У раціон горобця входять насіння сільськогосподарських культур, відходи різних продуктів, які він підбирає в поселеннях людини, хлібні злаки на полях, ягоди вишні, смородина, виноград в садах, навесні пуп'янки квітів. За відсутності поблизу полів вилітає харчуватися на луги, узлісся і в степи, де збирає насіння дикорослих трав і комах.
На деяких територіях (наприклад національний парк «Кременецькі гори») проводиться планомірна підгодівля виду, зокрема взимку, шляхом встановлення та постійного поповнення годівниць.

### Розмноження

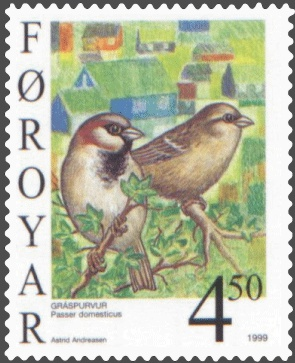
У шлюбний період горобці утворюють пари (поштова марка Фарерських островів)

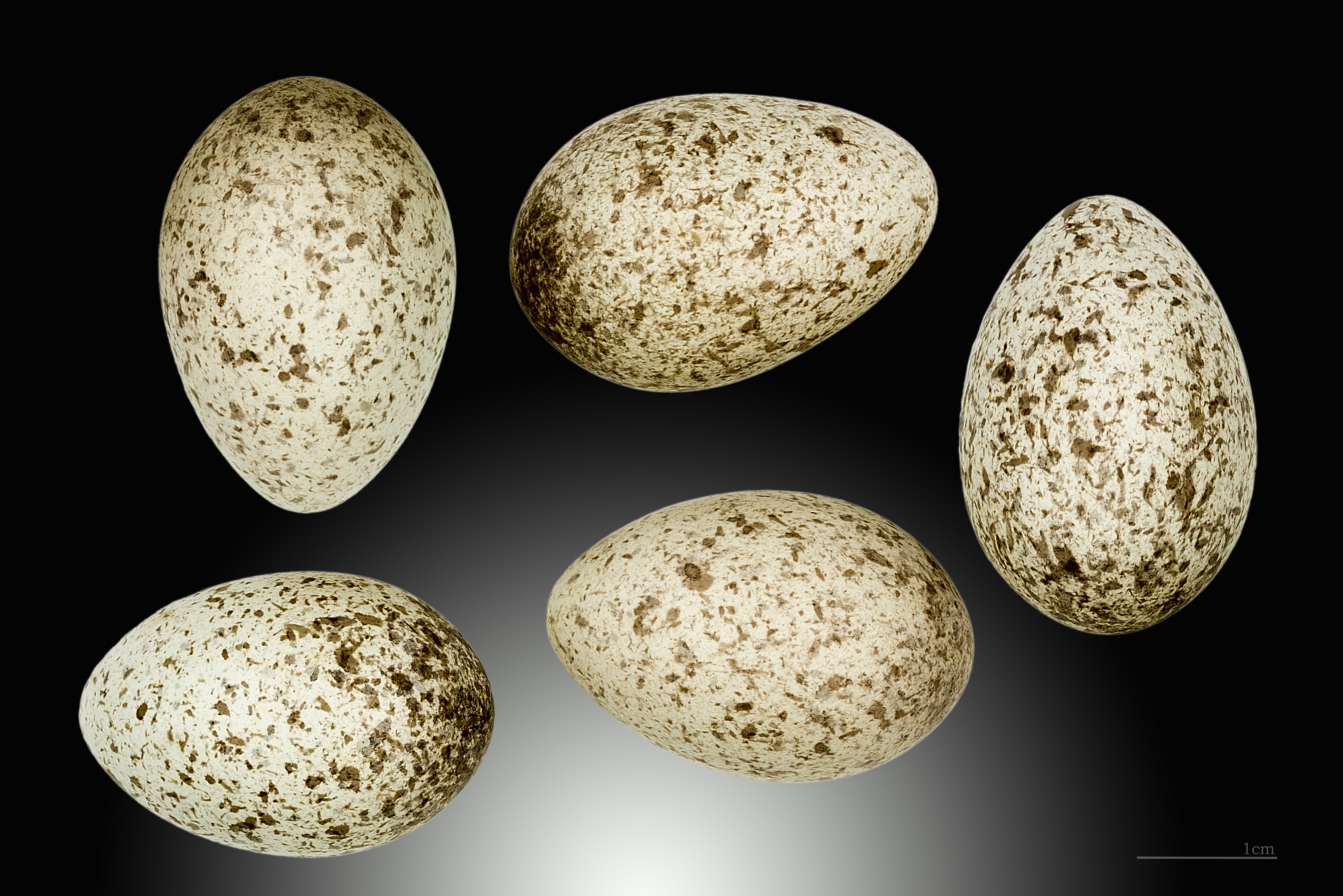
Passer domesticus domesticus

Гніздиться горобець окремими парами, але інколи і колоніями, селячись безпосередньо коло житла людини. На півдні ареалу нерідко будує гнізда в стороні, далеко від житла людини, — в деревних і чагарникових насадженнях, в ярах, по крутих глинистих обривах (по сусідству з полями).
Гнізда влаштовує в різноманітних місцях — в щілинах будівель, у солом'яних стріхах, та під хвилями у покрівлях з шиферу, в норах глинистих і крейдяних ярів, в стінках гнізд великих птахів (чапель, лелек, орлів), в дуплах дерев; може займати шпаківні і нори берегових ластівок. На півдні нерідко споруджує гнізда відкрито на гілках дерев.
За рядом спостережень, горобці утворюють пари фактично на все життя. А життя у них не дуже довге: хоча відзначали і 9-ти, і 11-ти річних горобців, більшість їх не доживає і до 4 років. Багато молодих птахів гине ще в першу зиму, так що середня тривалість життя горобців становить 9-21 місяць.
Гніздо, яке пара споруджує разом, є грубою спорудою з соломинок, сухих травинок, пір'їнок, з невеликим поглибленням посередині. Гнізда, влаштовані на гілках, великі, у вигляді неправильної кулі з товстими стінками з трав'янистих рослин і бічним входом.
Хатні горобці приступають до розмноження рано. У другій половині березня птиці розбиваються на пари і приступають до спорудження гнізд, відкладання яєць відбувається в квітні.
Кладка складається з 4—10, частіше 5—7, білих яєць з бурими цятками і плямами, насиджування яких займає 11—13 днів.
Пташенят вигодовують самець і самка, переважно комахами. Через 10 днів після вилуплення (у середній смузі в кінці травня — на початку червня) пташенята вилітають з гнізда.

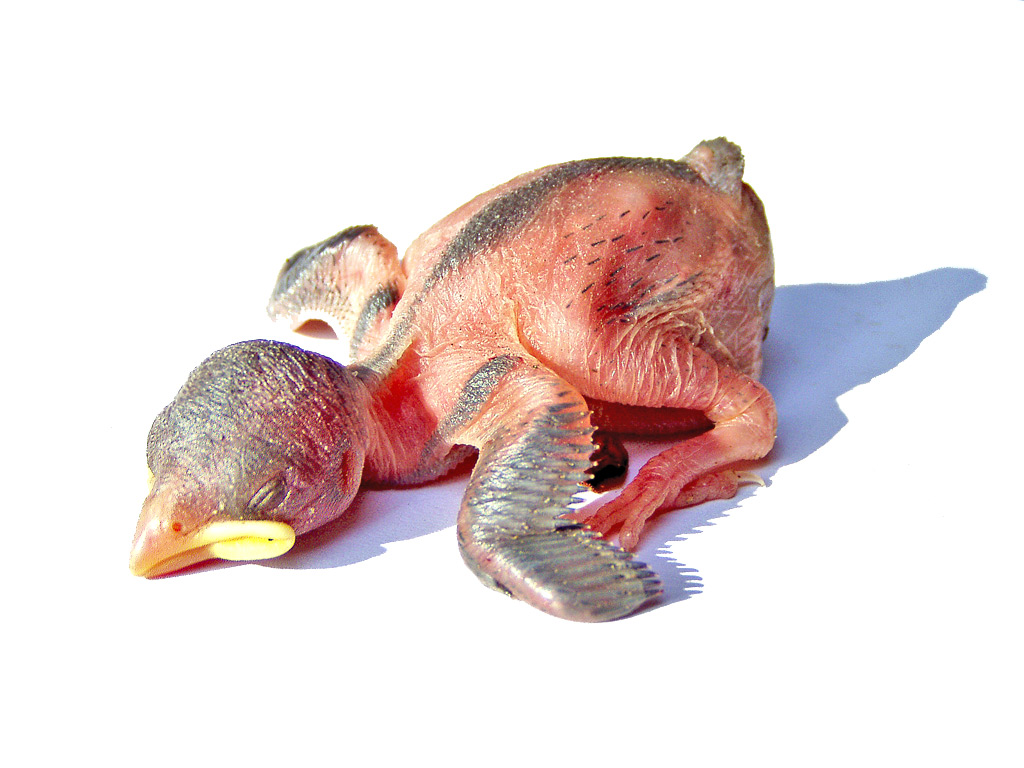
Пташенята горобців вилуплюються безпомічними
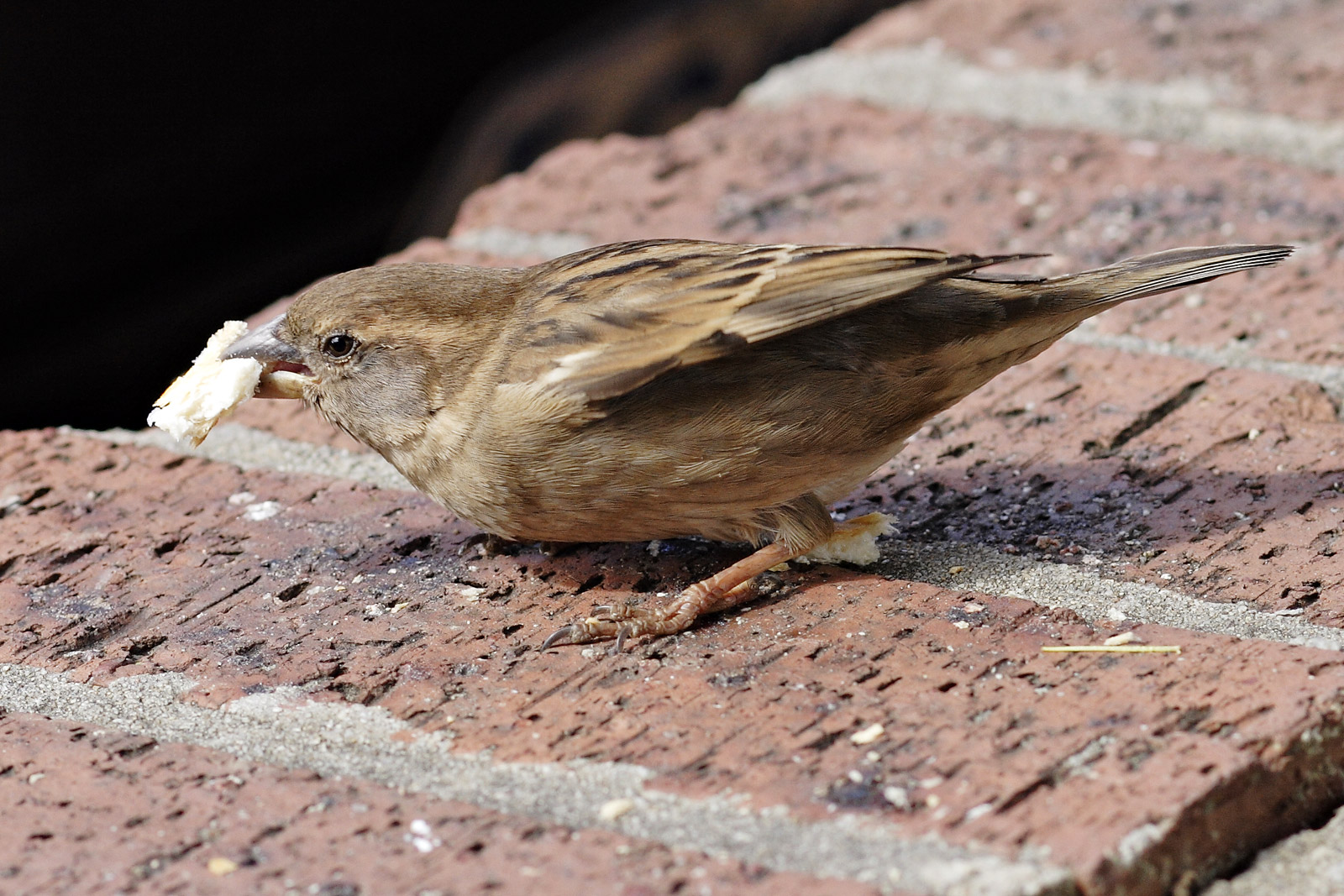
Молодий птах

Горобці досить плодовиті і протягом літа виводять два (на півночі) або три (на півдні) виводки. Друге відкладання яєць відбувається в другій половині червня, виліт пташенят — у липні.
Виводки зазвичай збиваються в зграї, утворюючи інколи скупчення до декількох тисяч особин, і літають годуватися на поля, чим деколи завдають шкоди сільському господарству.
Пізно восени спостерігається абортивний статевий цикл, коли птиці знов жваво цвірінькають, самці доглядають самок і тягають в гніздо будівельний матеріал. Гнізда, що підновляють таким чином, служать взимку притулком від нічних холодів.